# Administrador de sistemes

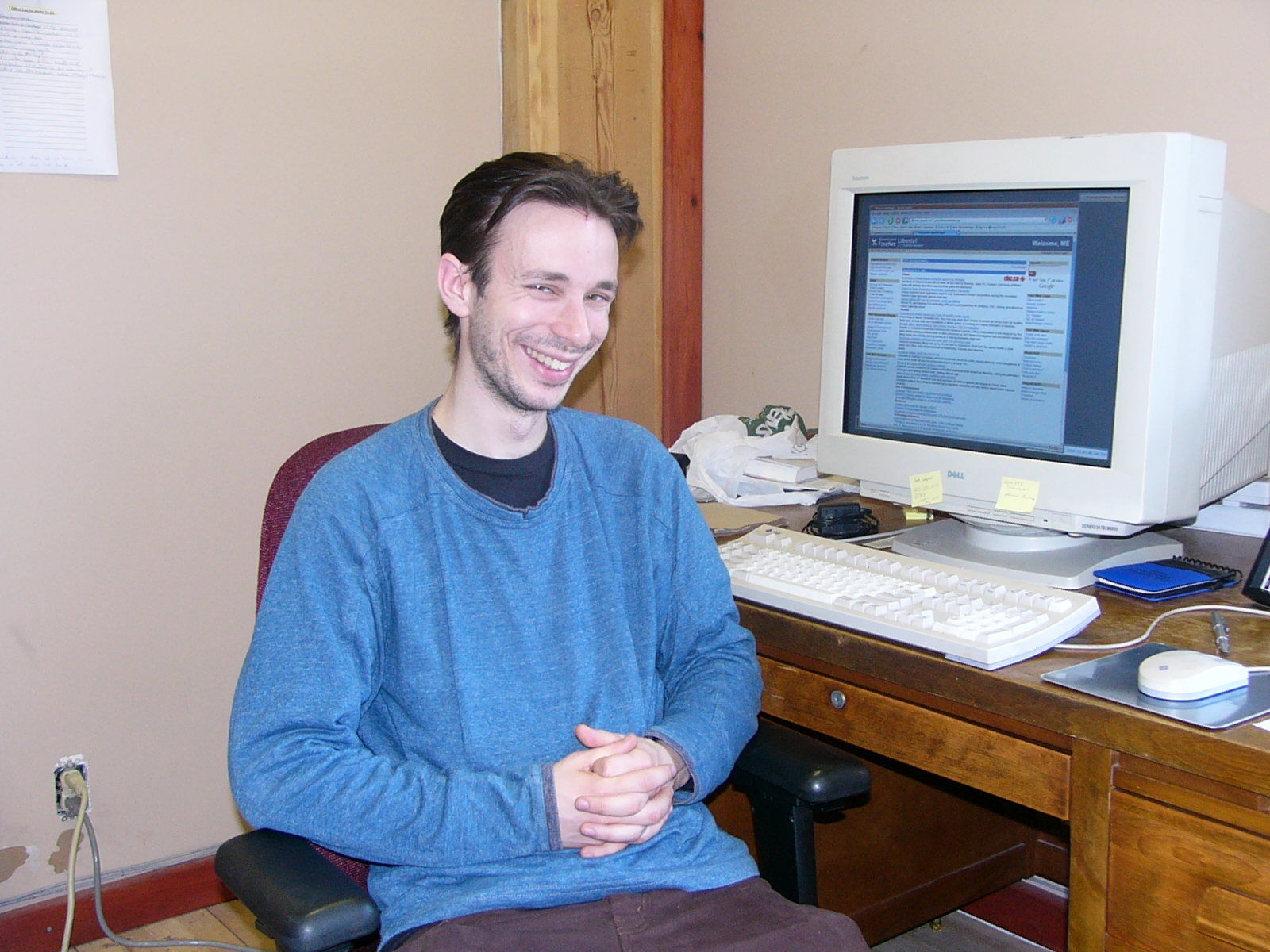
Andre Dalle, administrador de sistemes de la National Capital Freenet (1998-present) a Ottawa, Canadà.

Un administrador de sistema, administrador de sistemes o sysadmin (de l'anglès «system administrator») és una persona dedicada al manteniment i funcionament d'un sistema informàtic i/o xarxa. Els administradors de sistemes poden ser membres d'un departament de tecnologia de la informació (TIC).
Les tasques d'un administrador de sistema són molt àmplies i varien molt d'una organització a una altra. Els administradors de sistemes solen ser responsables de la instal·lació, suport i manteniment de servidors o altres sistemes informàtics, i la planificació i resposta als talls en el servei i altres problemes. Altres tasques poden incloure scripting o programació lleugera, gestió de projectes per a projectes relacionats amb sistemes, supervisió o entrenament dels operadors d'ordinador, i sent l'assessor per problemes d'ordinador, més enllà del coneixement del personal de suport tècnic. Un administrador de sistema ha de demostrar una barreja d'habilitats tècniques i la responsabilitat per fer bé la seva feina.

## Camps relacionats
Moltes organitzacions fan servir altres llocs de treball relacionats amb l'administració de sistemes. En una empresa més gran, aquests poden ser llocs independents dins d'un departament d'assistència informàtica o Serveis d'Informació (IS). En un grup més petit, poden ser compartits per alguns administradors, o fins i tot per una sola persona.
- Un administrador de base de dades (database administrator o DBA en anglès) manté un sistema de base de dades, i és responsable de la integritat de les dades i de l'eficiència i el rendiment del sistema.
- Un administrador de xarxes manté una infraestructura de xarxes com ara commutadors i encaminadors, i diagnostica problemes o el comportament d'ordinadors connectats a la xarxa.
- Un administrador de seguretat és un especialista en seguretat informàtica i de xarxa, incloent l'administració de dispositius de seguretat com tallafocs, així com consultes sobre mesures generals de seguretat.
- Un administrador de webs manté els serveis del servidor web (per exemple, Apache o IIS) que permeten l'accés intern o extern als llocs web. Les tasques inclouen la gestió de diversos llocs, l'administració de la seguretat i la configuració dels components i programari necessaris. Les responsabilitats també poden incloure la gestió del canvi de programari.
- Un operador informàtic realitza un manteniment de rutina, com ara canviar cintes de còpia de seguretat o substituir els discos fallits en una matriu redundant de discs independents (RAID). Aquestes tasques solen requerir presència física a la sala amb l'ordinador o del servidor i, tot i que menys que les tasques d'administració de sistemes, poden requerir un nivell de confiança similar, ja que l'operador té accés a dades possiblement sensibles.

## Per a més informació
- Essential Linux Administration (Cengage Press): A Comprehensive Guide for Beginners, 2011 by Chuck Easttom
- Essential System Administration (O'Reilly), 3rd Edition, 2001, by Æleen Frisch
- The Practice of System and Network Administration (Addison-Wesley), 2nd Edition Jul. 5, 2007, by Thomas A. Limoncelli, Christine Hogan and Strata R. Chalup
- The Practice of System and Network Administration, The: Volume 1: DevOps and other Best Practices for Enterprise IT (Addison-Wesley), 3rd Edition Nov. 4, 2016, by Thomas A. Limoncelli, Christine Hogan, Strata R. Chalup
- The Practice of Cloud System Administration: Designing and Operating Large Distributed Systems, Volume 2 (Addison-Wesley), Sep. 2, 2014, by Thomas A. Limoncelli, Christine Hogan, Strata R. Chalup
- Principles of Network and System Administration (J. Wiley & Sons), 2000,2003(2ed), by Mark Burgess
- Time Management for System Administrators (O'Reilly), 2005, by Thomas A. Limoncelli
- UNIX and Linux System Administration Handbook (Prentice Hall), 5th Edition, Aug. 8, 2017, by Evi Nemeth, Garth Snyder, Trent R. Hein, Ben Whaley, Dan Mackin

### Unions tecnològiques i enllaços relacionats
- Communication Workers of America
- The blue collar workers of the 21st century, Minnesota Public Radio, January 27, 2004